# The Blasters
The Blasters er et Rock'n'Roll/Rockabilly/Blues-band fra USA.

## Diskografi

### Studiealbums
- American Music (1980)
- The Blasters (1981)
- Non Fiction (1983)
- Hard Line (1985)
- 4-11-44 (2005) with Keith Wyatt
- Fun on Saturday Night (2012) with Keith Wyatt

### Livealbums
- Over There (Live at The Venue, London) (1982) 6-song EP
- Trouble Bound (2002)
- The Blasters Live: Going Home (2004)
- Live 1986 (2011)
- Dark Night: Live in Philly (2013) with Hollywood Fats
- Let's Rock Again (Live 1982) (2021) from the PBS 'Soundstage' TV program featuring Carl Perkins and Willie Dixon

### Opsamlings
- The Blasters Collection (1990)
- Testament: The Complete Slash Recordings (2002)
- Mandatory: The Best of The Blasters (2023)